# Liste de peintures d'Honoré Daumier
Cette page fournit une liste chronologique de peintures d'Honoré Daumier (1808-1879).

## Datés
| Image | Thème          | Titre                                               | Date       | Technique                                           | Dimensions   | Lieu de conservation                               | Référence            |
| ----- | -------------- | --------------------------------------------------- | ---------- | --------------------------------------------------- | ------------ | -------------------------------------------------- | -------------------- |
|       | Scène de genre | Homme jetant son chien à l'eau                      | 1832-1834  |                                                     | 41 × 33 cm   | Itami City Museum of Art                           | Musée                |
|       | Scène de genre | Ouvriers dans la rue                                | 1838-1840  | huile sur panneau                                   | 12 × 17 cm   | Musée national de Cardiff                          | Art UK               |
|       | Scène de genre | Promeneurs de la nuit                               | 1842–1847  | huile sur panneau                                   | 29 × 19 cm   | Musée national de Cardiff                          | Art UK               |
|       | Scène de genre | Les Mendiants                                       | 1843       | huile sur toile                                     | 59 × 73 cm   | National Gallery of Art, Washington                | Musée                |
|       | Scène de genre | Sur un pont la nuit                                 | 1845-1848  | huile sur panneau                                   | 27 × 22 cm   | Ordrupgaard museum de Copenhague                   | Musée                |
|       | Scène de genre | Dans la rue                                         | 1840 vers  | huile sur panneau                                   | 27 × 22 cm   | The Phillips Collection, Washington                | Musée                |
|       | Scène de genre | Le Spectacle gratis                                 | 1843-1845  | huile sur panneau                                   | 55 × 44 cm   | Fondation et Collection Emil G. Bührle, Zurich     | Musée                |
|       | Scène de genre | Scène de rue, Paris. Mère et enfants                | 1845-1848  | huile sur bois                                      | 28 × 18 cm   | Ordrupgaard museum de Copenhague                   | Musée                |
|       | Scène de genre | Le Baiser                                           | 1845 vers  | huile sur bois                                      | 37 × 28 cm   | Musée d'Orsay, Paris                               | Musée                |
|       | Scène de genre | L'Avocat triomphant                                 | 1845-1850  | huile sur toile                                     | 60 × 45 cm   | Musée des Beaux-Arts de Boston                     | Musée                |
|       | Scène de genre | Deux Enfants à la recherche de fruits               | 1845-1850  | huile sur toile                                     | 130 × 94 cm  | Musée national de l'Art occidental, Tokyo          | Musée                |
|       | Scène de genre | Les Deux Avocats                                    | 1850       | Huile sur bois de chêne                             | 34 × 26 cm   | Musée des beaux-arts de Lyon                       | Base akg             |
|       | Scène de genre | Les Baigneurs                                       | 1846–1848  | huile sur panneau                                   | 25 × 32 cm   | Glasgow, Collection Burrell                        | Art UK               |
|       | Scène de genre | Après le bain                                       | 1846–1848  | huile sur panneau                                   | 16 × 22 cm   | Collection privée, Vente 2018                      | Catalogue Christie's |
|       | Scène de genre | Saltimbanques itinérants                            | 1847-1850  | huile sur bois                                      | 33 × 25 cm   | National Gallery of Art, Washington                | Musée                |
|       | Scène de genre | Au bord de l'eau                                    | 1847-1860  | huile sur bois                                      | 33 × 24 cm   | Musée d'Art moderne de Troyes                      | Base Joconde         |
|       | Scène de genre | Cavaliers dans la forêt                             | 1848 vers  |                                                     |              | Collection privée, Vente 2018                      | Catalogue Sotheby's  |
|       | Allégorie      | La République                                       | 1848       | huile sur toile                                     | 73 × 60 cm   | Musée d'Orsay, Paris                               | Musée                |
|       | Scène de genre | Soulèvement                                         | 1848-1849  | huile sur toile                                     |              | Musée Pouchkine, Moscou                            | Musée                |
|       | Scène de genre | L'Émeute                                            | 1848 après | huile sur toile                                     | 88 × 113 cm  | Washington, The Phillips Collection                | Musée                |
|       | Scène de genre | Les Réfugiés                                        | 1848–1852  | huile sur papier marouflée sur toile                | 39 × 68 cm   | Musée Oskar Reinhart « Am Römerholz », Winterthour | Musée                |
|       | Scène de genre | Les Ribaudes                                        | 1848–1849  | huile sur toile                                     | 129 × 96 cm  | Fondation Barnes, Philadelphie                     | Musée                |
|       | Littéraire     | Le Meunier, son fils et l'Âne                       | 1849       | huile sur toile                                     | 132 × 98 cm  | Collection Burrell, Glasgow                        | Art UK               |
|       | Religieux      | Le Martyre de saint Sébastien esquisse              | 1849 vers  | huile sur bois                                      | 32 × 22 cm   | Musée d'Orsay, Paris                               | Musée                |
|       | Religieux      | Le Martyre de saint Sébastien                       | 1849-1852  | huile sur toile                                     | 183 × 130 cm | Musée de Soissons                                  | Base Joconde         |
|       | Religieux      | Ecce homo                                           | 1851 vers  |                                                     | 162 × 130 cm | Essen, musée Folkwang                              | Catalogue du Musée   |
|       | Mythologie     | Femmes poursuivies par des satyres                  | 1850       | huile sur toile                                     | 132 × 98 cm  | Musée des beaux-arts de Montréal                   | Musée                |
|       | Scène de genre | Tête de Scapin                                      | 1850 vers  | huile sur bois                                      | 32 × 25 cm   | Collection privée, Vente 2018                      | Musée                |
|       | Scène de genre | Le Lutteur                                          | 1852 vers  | huile sur bois                                      | 42 × 27 cm   | Ordrupgaard museum de Copenhague                   | Musée                |
|       | Littéraire     | Don Quichotte dans la montagne                      | 1850 vers  | huile sur bois                                      | 40 × 32 cm   | Musée d'Art Bridgestone, Tokyo                     | Musée                |
|       | Littéraire     | Don Quichotte et Sancho Panza                       | 1850-1852  | huile sur panneau                                   | 36 × 52 cm   | Itami, City Art Museum                             | Musée                |
|       | Littéraire     | Don Quichotte et la mule mort                       | 1850 vers  | huile sur panneau                                   | 24 × 46 cm   | Musée Kröller-Müller, Otterlo                      | Musée                |
|       | Littéraire     | Don Quichotte et Sancho Panza                       | 1855 vers  | huile sur chêne                                     | 40 × 64 cm   | National Gallery, Londres                          | Musée                |
|       | Littéraire     | La Veille de Don Quichotte                          | 1855-1856  | huile sur bois de chêne                             | 37 × 46 cm   | Musée d'Art contemporain (Bâle)                    | Musée                |
|       | Littéraire     | Don Quichotte à cheval                              | 1855-1860  | huile sur carton                                    | 12 × 12 cm   | Musée des beaux-arts de Dijon                      | Base Joconde         |
|       | Scène de genre | Une salle d'attente                                 | 1850-1853  | huile sur papier marouflé sur papier                | 31 × 24 cm   | galerie d'art Albright-Knox, Buffalo               | Musée                |
|       | Scène de genre | Une ronde d'enfants                                 | 1850-1853  | huile et fusain sur panneau                         | 27 × 22 cm   | Collection privée, vente 2017                      | Catalogue Christie's |
|       | Scène de genre | Enfants sous un arbre                               |            | huile surtoile                                      | 55 × 47 cm   | Musée d'Art de Toledo                              | Musée                |
|       | Scène de genre | Les Potins                                          | 1850-1855  | huile sur toile                                     | 40 × 32 cm   | Collection Burrell, Glasgow                        | Art UK               |
|       | Religieux      | Le Bon Samaritain                                   | 1850–1860  | huile sur toile                                     | 166 × 114 cm | Collection Burrell, Glasgow                        | Art UK               |
|       | Scène de genre | Deux Chanteurs                                      | 1850–1860  | huile sur toile                                     | 56 × 46 cm   | Musées d'art de Harvard, Cambridge                 | Musée                |
|       | Scène de genre | Deux Enfants                                        | 1852       | huile sur toile                                     | 56 × 46 cm   | Musées d'art de Harvard, Cambridge                 | Musée                |
|       | Biblique       | Suzanne et les Vieillards                           | 1853       | huile sur panneau                                   | 19 × 25 cm   | Collection Burrell, Glasgow                        | Art UK               |
|       | Scène de genre | Avocat plaidant                                     | 1853-1854  |                                                     |              | collection privée, Vente 2013                      | Catalogue Sotheby's  |
|       | Scène de genre | L'Avocat au placet                                  | 1855 vers  |                                                     |              | collection particulière                            |                      |
|       | Scène de genre | Le Premier Bain                                     |            | huile sur panneau                                   | 15 × 23 cm   | Collection privée, Vente 2002                      | Catalogue Christie's |
|       | Scène de genre | Le Premier Bain                                     |            | huile sur panneau                                   | 29 × 36 cm   | Detroit Institute of Arts                          | Musée                |
|       | Scène de genre | Enfants prenant un bain                             | 1855 vers  | huile sur panneau                                   | 24 × 33 cm   | Musée Oskar Reinhart « Am Römerholz », Winterthour | Musée                |
|       | Scène de genre | L'Abreuvoir                                         | 1855 vers  | huile sur panneau                                   | 45 × 56 cm   | Musée national de Cardiff                          | Art UK               |
|       | Scène de genre | Cavaliers                                           | 1855 vers  | huile sur toile                                     | 58 × 83 cm   | Musée des Beaux-Arts de Boston                     | Musée                |
|       | Scène de genre | Potins de quartier                                  | 1855 vers  | huile sur panneau                                   | 32 × 18 cm   | collection Mesdag, La Haye                         | RKD                  |
|       | Scène de genre | Les Blanchisseuses du quai d'Anjou                  | 1850-1852  | huile sur panneau                                   | 46 × 33 cm   | Collection privée, Vente 2018                      | Catalogue Christie's |
|       | Scène de genre | Le Fardeau (La Blanchisseuse)                       | 1850–1853  | huile sur toile                                     | 131 × 98 cm  | Musée de l'Ermitage, Saint-Pétersbourg             | Musée                |
|       | Scène de genre | Le Lourd Fardeau                                    | 1850–1860  | huile sur panneau                                   | 40 × 32 cm   | Musée national de Cardiff                          | Art UK               |
|       | Scène de genre | Le Fardeau (Lavandière)                             | 1853       | huile sur carton                                    | 46 × 56 cm   | Galerie nationale de Prague                        | Musée                |
|       | Scène de genre | Le Fardeau                                          | 1855-1856  | huile sur panneau                                   | 39 × 31 cm   | Collection Burrell, Glasgow                        | Art UK               |
|       | Scène de genre | La Blanchisseuse                                    | 1855-1860  | huile sur papier marouflé sur toile                 | 35 × 24 cm   | Collection privée, Vente 2018                      | Catalogue Christie's |
|       | Scène de genre | Tête d'homme (Tête d'insurgé)                       | 1848 vers  |                                                     |              | Collection privée, Vente 2008                      | Catalogue Sotheby's  |
|       | Scène de genre | Famille sur les barricades                          | 1854       | huile sur toile                                     | 92 × 74 cm   | Galerie nationale de Prague                        | Musée                |
|       | Portrait       | Tête d'homme                                        | 1855 vers  | huile sur toile                                     | 27 × 35 cm   | Musée national de Cardiff                          | Art UK               |
|       | Scène de genre | À l'église                                          | 1855-1857  | huile sur bois                                      | 15 × 22 cm   | National Gallery of Art, Washington                | Musée                |
|       | Scène de genre | La Soupe                                            | 1855-1858  | huile sur papier marouflé sur toile                 | 15 × 32 cm   | Collection privée, Vente 2001                      | Catalogue Christie's |
|       | Scène de genre | La Soupe                                            | 1855-1860  | huile sur toile                                     | 28 × 45 cm   | Itami, City Museum of Art                          | Musée                |
|       | Scène de genre | Trois Avocats en consultation                       | 1855-1857  | huile sur toile                                     | 41 × 33 cm   | Washington, The Phillips Collection                | Musée                |
|       | Scène de genre | Les Deux Avocats                                    | 1855-1857  | huile sur panneau                                   | 20 × 26 cm   | Fondation et Collection Emil G. Bührle             | Musée                |
|       | Scène de genre | Retour du marché                                    | 1855-1860  | huile sur toile                                     | 35 × 28 cm   | Musée Oskar Reinhart « Am Römerholz »              | Musée                |
|       | Portrait       | Tête de vieille femme                               | 1856-1860  | huile sur panneau                                   | 22 × 16 cm   | Musée d'Art de l'université de Princeton           | Musée                |
|       | Scène de genre | Devant l'âtre : Deux Hommes en conversation         | 1856-1860  | huile sur panneau                                   | 32 × 40 cm   | Collection privée, Vente 2016                      | Catalogue Christie's |
|       | Portrait       | Chanteurs de rue                                    | 1856-1862  | huile sur papier marouflé sur panneau               | 24 × 26 cm   | Collection privée, Vente 2016                      | Catalogue Christie's |
|       | Scène de genre | Deux Avocats                                        | 1860 vers  | huile sur panneau                                   | 13 × 15 cm   | Art Institute of Chicago                           | Musée                |
|       | Scène de genre | Théâtre français                                    | 1856 vers  | huile sur bois                                      | 26 × 35 cm   | National Gallery, Londres                          | Musée                |
|       | Scène de genre | La Loge (Dans les loges du théâtre)                 | 1856-1857  | huile sur panneau                                   | 24 × 31 cm   | Walters Art Museum, Baltimore                      | Musée                |
|       | Scène de genre | Un wagon de troisième classe                        | 1856–1858  | huile sur panneau                                   | 26 × 34 cm   | Musée des Beaux-Arts de San Francisco              | Musée                |
|       | Scène de genre | Public de théâtre                                   | 1856–1860  | huile sur panneau                                   | 24 × 33 cm   | Musée national de l'Art occidental, Tokyo          | Musée                |
|       | Scène de genre | Fumeur et buveur d'absinthe                         | 1856–1860  | huile sur panneau                                   | 27 × 34 cm   | Fondation et Collection Emil G. Bührle             | Musée                |
|       | Scène de genre | Les Émigrants                                       | 1857       | huile sur bois                                      | 16 × 29 cm   | Petit Palais, Paris                                | Musée                |
|       | Scène de genre | La Lecture                                          | 1857 vers  | huile sur bois                                      | 27 × 35 cm   | Rijksmuseum, Amsterdam                             | Musée                |
|       | Scène de genre | La Sérénade (inachevé)                              | 1858 vers  | huile sur panneau                                   | 30 × 40 cm   | Galerie Nationale d'Ecosse                         | Art UK               |
|       | Littéraire     | Les Voleurs et l'Âne                                | 1858 vers  | huile sur toile                                     | 59 × 56 cm   | Musée d'Orsay, Paris                               | Musée                |
|       | Scène de genre | Les Deux Buveurs                                    | 1858 vers  | huile sur panneau                                   | 23 × 30 cm   | Fondation Barnes, Philadelphie                     | Musée                |
|       | Scène de genre | L'Homme sur une corde                               | 1858 vers  | huile sur toile                                     | 110 × 72 cm  | Musée des Beaux-Arts de Boston                     | Musée                |
|       | Portrait       | Buste de femme                                      | 1858-1860  |                                                     | 41 × 32 cm   | Dumbarton Oaks Museum, Washington                  | Musée                |
|       | Portrait       | Tête d'étude (L'Antiquaire)                         | 1858-1860  | Huile sur acajou                                    | 27 × 35 cm   | Staatsgalerie, Stuttgart                           | Musée                |
|       | Scène de genre | Les Passants                                        | 1858-1860  | Huile sur toile                                     | 59 × 114 cm  | Musée des Beaux-Arts de Lyon,                      | Musée                |
|       | Portrait       | Deux Têtes                                          | 1858-1862  | huile sur bois                                      | 23 × 30 cm   | Musée d'art de São Paulo                           | Musée                |
|       | Scène de genre | Les Amateurs de tableaux                            | 1858-1862  |                                                     |              | Collection privée, Vente 2019                      | Catalogue Sotheby's  |
|       | Scène de genre | Les Amateurs ou Amateurs de peinture                | 1860-1863  | huile sur toile                                     | 23 × 31 cm   | Musée Boijmans Van Beuningen, Rotterdam            | Musée                |
|       | Scène de genre | La Partie de dames                                  |            |                                                     |              | Collectionprivée,Vente 2016                        | Catalogue Sotheby's  |
|       | Scène de genre | Jeu de Dames                                        | 1858-1863  | huile sur panneau                                   | 26 × 34 cm   | Oskar Reinhart Collection, Winterthour             | Musée                |
|       | Scène de genre | Joueurs de cartes                                   | 1859-1862  |                                                     |              | Collection privée, Vente 2004                      | Catalogue Sotheby's  |
|       | Scène de genre | Passants                                            | 1860 vers  | huile sur panneau                                   | 59 × 114 cm  | musée des Beaux-Arts de Lyon                       | Musée                |
|       | Scène de genre | Le Porteur d'eau                                    | 1860 vers  | huile sur toile                                     | 25 × 16 cm   | Fondation Barnes, Philadelphie                     | Musée                |
|       | Scène de genre | Conseils à un jeune artiste                         | 1860 vers  | huile sur toile                                     | 41 × 33 cm   | Washington, National Gallery of Art                | Musée                |
|       | Scène de genre | Scène de comédie                                    | 1860 vers  | huile sur bois                                      | 33 × 25 cm   | Musée d'Orsay, Paris                               | Musée                |
|       | Scène de genre | Paysage avec une figure                             | 1860 vers  | huile sur bois                                      | 13 × 36 cm   | Ashmolean Museum, Oxford                           | ART UK               |
|       | Scène de genre | Mélodrame                                           | 1860 vers  | huile sur toile                                     | 97 × 90 cm   | Neue Pinakothek, Munich                            | Musée                |
|       | Scène de genre | Le Malade imaginaire                                | 1860-1862  | huile sur panneau                                   | 27 × 35 cm   | Philadelphia Museum of Art                         | Musée                |
|       | Scène de genre | Le Malade imaginaire                                | 1860–1863  | huile sur panneau                                   | 24 × 32 cm   | Fondation Barnes, Philadelphie                     | Musée                |
|       | Scène de genre | L'Hypocondriaque (Le Malade imaginaire)             | 1860–1870  | aquarelle et craie                                  | 21 × 27 cm   | Institut Courtauld, Londres                        | Art UK               |
|       | Scène de genre | Les Chanteurs de rue                                | 1860 vers  | huile sur bois                                      | 25 × 32 cm   | Musée d'Art et d'Histoire de Genève                | Musée                |
|       | Scène de genre | L’Amateur d’estampes                                | 1855 vers  | huile sur panneau                                   | 33 × 24 cm   | Musées d'art de Harvard, Washington                | Musée                |
|       | Scène de genre | À l'extérieur de la boutique du marchand d'estampes | 1860-1863  | huile sur panneau                                   | 41 × 34 cm   | Musée d'art de Dallas                              | Musée                |
|       | Scène de genre | Le Collectionneur d'estampes                        | 1852–1868  | huile sur panneau monté                             | 42 × 33 cm   | Art Institute of Chicago                           | Musée                |
|       | Scène de genre | L’Amateur d’estampes                                | 1860 vers  | huile sur toile                                     | 41 × 33 cm   | Petit Palais, Paris                                | Musée                |
|       | Scène de genre | L’Amateur d’estampes                                | 1860 vers  | huile sur panneau                                   | 21 × 16 cm   | Collection privée, Vente 2019                      | Catalogue Christie's |
|       | Scène de genre | Le collectionneur d'estampes                        | 1860 vers  | huile sur panneau                                   | 34 × 26 cm   | Philadelphia Museum of Art                         | Musée                |
|       | Scène de genre | Le Collectionneur d'estampes                        | 1860–1863  | huile sur toile                                     | 35 × 24 cm   | Collection Burrell, Glasgow                        | Art UK               |
|       | Scène de genre | Les collectionneurs d'estampes                      | 1860-63    | huile sur panneau                                   | 31 × 41 cm   | Clark Art Institute, Williamstown                  | Musée                |
|       | Scène de genre | Les Amateurs d'estampes                             | 1865       | huile sur bois                                      | 27 × 36 cm   | Kunsthalle de Mannheim                             | Musée                |
|       | Scène de genre | Les Jongleurs (Parade)                              | 1860-1865  | huile sur toile                                     | 37 × 45 cm   | Palais du Belvédère (Vienne)                       | Musée                |
|       | Scène de genre | L'Homme fort                                        | 1865 vers  | huile sur bois                                      | 27 × 35 cm   | The Phillips Collection, Washington                | Musée                |
|       | Scène de genre | Le Lutteur                                          | 1865-1870  | huile sur bois                                      | 35 × 27 cm   | Galerie Thiel, Stockholm                           | Musée                |
|       | Scène de genre | Une réunion d'avocats                               | 1860 vers  | huile sur bois                                      | 18 × 24 cm   | Musée des Beaux-Arts de Houston                    | Musée                |
|       | Scène de genre | Le Secret                                           | 1862–1863  | huile sur panneau                                   | 27 × 36 cm   | Musée national de Cardiff                          | Art UK               |
|       | Scène de genre | La Blanchisseuse sur les marches                    | 1860-1862  | huile sur toile                                     |              | Musée Pouchkine, Moscou                            | Musée                |
|       | Scène de genre | La Blanchisseuse au quai d'Anjou                    | 1860 vers  | huile sur bois                                      | 29 × 20 cm   | galerie d'art Albright-Knox, Buffalo               | Musée                |
|       | Scène de genre | La Blanchisseuse                                    | 1863 vers  | huile sur bois                                      | 49 × 33 cm   | Paris, musée d'Orsay                               | Musée                |
|       | Scène de genre | La Blanchisseuse                                    | 1863 ?     | huile sur chêne                                     | 49 × 33 cm   | Metropolitan Museum, New York                      | Musée                |
|       | Portrait       | Le Lecteur                                          | 1863 vers  | huile sur panneau                                   | 34 × 25 cm   | Des Moines Art Center                              | Musée                |
|       | Portrait       | Le Peintre                                          | 1863–1866  | huile sur panneau                                   | 29 × 19 cm   | Galerie nationale d'Écosse                         | Art UK               |
|       | Portrait       | Le Peintre                                          | 1867 vers  | huile sur bois                                      | 36 × 32 cm   | Musée des Beaux-Arts de Reims                      | Musée                |
|       | Scène de genre | Trio d'amateurs                                     | 1863-1867  | huile sur bois                                      | 21 × 27 cm   | Petit Palais, Paris                                | Paris Musées         |
|       | Scène de genre | Les Joueurs d'échecs                                | 1863-1867  | huile sur bois                                      | 25 × 32 cm   | Petit Palais, Paris                                | Paris Musées         |
|       | Scène de genre | L'Avocat                                            | 1864       |                                                     |              | collection particulière                            |                      |
|       | Scène de genre | Scapin                                              | 1860-1862  | huile sur panneau monté                             | 34 × 26 cm   | Musées d'art de Harvard                            | Musée                |
|       | Scène de genre | Tête de Pasquin                                     | 1862–1863  | huile sur panneau                                   | 23 × 18 cm   | Musée d'art de Dallas                              | Musée                |
|       | Scène de genre | Crispin et Sylvestre                                | 1863-1865  |                                                     |              | Collection privée, Vente 2005                      | Catalogue Sotheby's  |
|       | Scène de genre | Crispin et Scapin                                   | 1864 vers  | huile sur toile                                     | 61 × 83 cm   | Paris, musée d'Orsay                               | Musée                |
|       | Scène de genre | Le Wagon de troisième classe                        | 1862-1864  | huile sur toile                                     | 65 × 90 cm   | Metropolitan Museum, New York                      | Musée                |
|       | Scène de genre | Le Wagon de troisième classe                        | 1864       |                                                     |              | Ottawa, Musée des beaux-arts du Canada             | Musée                |
|       | Scène de genre | Une voiture de troisième classe                     | 1865 vers  | huile sur panneau                                   | 26 × 33 cm   | Musée national de Cardiff                          | Art UK               |
|       | Scène de genre | Le Wagon de troisième classe                        | 1865 vers  | huile sur panneau                                   | 29 × 33 cm   | Manchester Art Gallery                             | Art UK               |
|       | Scène de genre | Une voiture de troisième classe                     | 1865 vers  | Pierre noire, plume aquarelle et gouache sur papier | 23 × 34 cm   | Musée Oskar Reinhart, Winterthour                  | Musée                |
|       | Scène de genre | La Sortie du théâtre                                | 1865 vers  | huile sur toile                                     | 33 × 41 cm   | Musée d'Art de San Diego                           | Musée                |
|       | Scène de genre | Le Lutrin                                           | 1864-1865  | huile sur panneau                                   | 17 × 22 cm   | Collection privée, Vente 2016                      | Catalogue Christie's |
|       | Scène de genre | Une loge de théâtre                                 | 1865       | huile sur bois d'acajou                             | 26 × 35 cm   | Kunsthalle de Hambourg                             | Musée                |
|       | Scène de genre | Conseil à un jeune artiste                          | 1865-1868  | huile sur toile                                     | 41 × 33 cm   | National Gallery, Londres                          | Musée                |
|       | Littéraire     | Sancho Panza, se reposant sous un arbre             |            | huile sur toile                                     | 100 × 81 cm  | Palais du Belvédère (Vienne)                       | Musée                |
|       | Littéraire     | Sancho Panza, sous un arbre                         | 1855-1870  | huile sur bois                                      | 46 × 39 cm   | Musée Oskar Reinart, Winterthour                   | Musée                |
|       | Littéraire     | Don Quichotte et Sancho Panza                       |            | huile sur bois                                      | 25 × 31 cm   | Musée des Beaux-Arts de Marseille                  | Musées de Marseille  |
|       | Littéraire     | Don Quichotte et Sancho Panza                       | 1864–1865  | huile sur panneau                                   | 32 × 24 cm   | Collection Burrell, Glasgow                        | Art UK               |
|       | Scène de genre | La Parade foraine                                   | 1864–1865  | aquarele                                            | 27 × 37 cm   | Musée d'Orsay, Paris                               | RMN                  |

## Fin de carrière
| Image | Thème          | Titre                                                   | Date       | Technique                           | Dimensions  | Lieu de Conservation                               | Référence           |
| ----- | -------------- | ------------------------------------------------------- | ---------- | ----------------------------------- | ----------- | -------------------------------------------------- | ------------------- |
|       | Littéraire     | Don Quichotte et Sancho Panza                           | 1865 vers  | huile sur papier marouflé sur toile | 37 × 33 cm  | Staatliche Kunsthalle Karlsruhe                    | Musée               |
|       | Littéraire     | Don Quichotte et la mule morte                          | 1864 après | huile sur bois                      | 25 × 46 cm  | Metropolitan Museum, New York                      | Musée               |
|       | Littéraire     | Don Quichotte et Sancho Panza se reposant sous un arbre | 1864-1866  | huile sur bois                      | 42 × 38 cm  | Ordrupgaard museum de Copenhague                   | Musée               |
|       | Littéraire     | Don Quichotte et Sancho Panza dans les montagnes        | 1865-1870  | huile sur panneau                   | 30 × 45 cm  | Musée Oskar Reinhart « Am Römerholz », Winterthour | Musée               |
|       | Littéraire     | Don Quichotte et Sancho Panza                           | 1866-1868  | huile sur toile                     | 78 × 102 cm | Alte Nationalgalerie, Berlin                       | Musée               |
|       | Littéraire     | Don Quichotte et Sancho Panza                           | 1866-1868  | huile sur toile                     | 41 × 33 cm  | Musée Hammer, Los Angeles                          | Musée               |
|       | Littéraire     | Don Quichotte et la mule morte                          | 1867       | huile sur toile                     | 132 × 54 cm | National Gallery of Victoria, Melbourne            | Musée               |
|       | Littéraire     | Lecture de Don Quichotte                                | 1865-1867  | huile sur toile                     | 82 × 65 cm  | Musée national de Cardiff                          | Musée               |
|       | Littéraire     | Don Quichotte lisant                                    | 1867 vers  | huile sur bois                      | 33 × 26 cm  | National Gallery of Victoria, Melbourne            | Musée               |
|       | Scène de genre | L’Artiste à la mise au tombeau                          | 1867 vers  | huile sur bois                      | 26 × 34 cm  | Musée des Beaux-Arts de Reims                      | Musée               |
|       | Littéraire     | Don Quichotte et la mule morte                          | 1867       | huile sur toile                     | 132 × 35 cm | Musée d'Orsay                                      | Musée               |
|       | Littéraire     | Don Quichotte                                           | 1868 vers  | huile sur toile                     | 52 × 33 cm  | Neue Pinakothek, Munich                            | Musée               |
|       | Littéraire     | Don Quichotte et Sancho Panza inachevé                  | 1868–1872  | huile sur toile                     | 100 × 81 cm | Institut Courtauld, Londres                        | Art UK              |
|       | Scène de genre | Repas à la campagne                                     | 1868       | huile sur panneau                   | 26 × 34 cm  | Musée national de Cardiff                          | Art UK              |
|       | Histoire       | Les Fugitifs                                            | 1868 vers  |                                     | 38 × 68 cm  | Minneapolis Institute of Art                       | Musée               |
|       | Scène de genre | Le Sauvetage                                            |            |                                     |             | Collection privée, Vente 2005                      | Catalogue Sotheby's |
|       | Scène de genre | Le Sauvetage                                            | 1868–1872  | huile sur toile                     | 34 × 28 cm  | Kunsthalle de Hambourg                             | Musée               |
|       | Scène de genre | Le Troubadour                                           | 1868–1873  | huile sur toile                     | 84 × 57 cm  | Cleveland Museum of Art                            | Musée               |
|       | Portrait       | Le Peintre devant son tableau                           | 1870 vers  | huile sur panneau                   | 11 × 8 cm   | Fondation Barnes, Philadelphie                     | Musée               |
|       | Scène de genre | L'Atelier                                               | 1870 vers  | huile sur toile                     | 41 × 32 cm  | Getty Center, Los Angeles                          | Musée               |
|       | Scène de genre | Tête de Don Quichotte                                   | 1870 vers  | huile sur panneau                   | 32 × 25 cm  | Musée Kröller-Müller, Otterlo                      | Musée               |
|       | Scène de genre | Collectionneurs de gravures                             | 1870 vers  | huile                               | 41 × 33 cm  | Musée des Beaux-Arts de Gand                       | Musée               |
|       | Scène de genre | Le Peintre à son chevalet                               | 1870 vers  | huile sur panneau                   | 34 × 26 cm  | The Phillips Collection, Washington                | Musée               |
|       | Scène de genre | Saltimbanques au repos                                  | 1870       | huile sur toile                     | 55 × 65 cm  | Norton Simon Museum, Pasadena                      | Musée               |
|       | Portrait       | Le Peintre devant son tableau                           | 1870 vers  | huile sur panneau                   |             | Fondation Barnes, Philadelphie                     | Musée               |
|       | Scène de genre | Deux Sculpteurs                                         | 1870-1873  | huile sur bois                      | 27 × 36 cm  | The Phillips Collection, Washington                | Musée               |
|       | Scène de genre | Pierrot à la mandoline                                  | 1873 vers  | huile sur bois                      | 35 × 27 cm  | Musée Oskar Reinhart, Winterthour                  | Musée               |

## Dates non documentées
| Image | Thème          | Titre                                        | Date     | Technique         | Dimensions | Lieu de Conservation          | Référence            |
| ----- | -------------- | -------------------------------------------- | -------- | ----------------- | ---------- | ----------------------------- | -------------------- |
|       | Scène de genre | Marie Madeleine                              |          |                   |            | collection particulière       |                      |
|       | Scène de genre | Les Collectionneurs d'estampes               |          |                   | 25 × 33 cm | Toulouse, Fondation Bemberg   | RMN                  |
|       | Portrait       | Moine lisant                                 |          | huile sur bois    | 21 × 16 cm | Musée Marmottan, Paris        | Musée                |
|       | Portrait       | Tête d'homme                                 |          | huile sur bois    | 14 × 14 cm | Musée Marmottan, Paris        | Musée                |
|       | Religieux      | Le Christ et ses disciples                   |          | huile sur toile   | 65 × 81 cm | Rijksmuseum, Amsterdam        | Musée                |
|       | Scène de genre | La Chanteuse de Rue                          |          | huile sur toile   | 37 × 46 cm | Collection privée, Vente 2015 | Catalogue Christie's |
|       | Scène de genre | La Salle des pas perdus au Palais de Justice |          | huile sur panneau | 22 × 28 cm | Collection privée, Vente 2011 | Catalogue Christie's |
|       | Scène de genre | Deux Personnages dans un atelier de peintre  |          |                   |            | Collection privée, Vente 2014 | Catalogue Sotheby's  |
|       | Scène de genre | Portrait en buste d'un homme barbu           | non daté | huile sur toile   | 42 × 32 cm | Staatsgalerie, Stuttgart      | Musée                |
|       | Scène de genre | La Chorale de la prison                      |          | huile sur toile   | 50 × 61 cm | Walters Art Museum, Baltimore | Musée                |